# Кели Джоунс
Кели Джоунс (на английски: Kelly Jones) е американска писателка на произведения в жанра романтичен трилър.

## Биография и творчество
Мери Кели Джоунс е родена през 1948 г. в Туин Фолс, Айдахо, САЩ. Завършва университета „Гонзага“ в Спокан с бакалавърска степен по английска филология и изкуства. Прекарва една година в Италия по програмата „Гонзага във Флоренция“. Курсът по история на изкуството във Флоренция подхранва любовта ѝ към него и става неразделна част от творчеството ѝ. Работи на различни места. След като идват внуците започва да пише.
Първият ѝ роман „The Seventh Unicorn“ (Седмият еднорог) е публикуван през 2005 г. Главната героиня, кураторката Алекс Пелие, в търсене на средновековно съкровище получава информация, че съществува и неоткрит седми гоблен от световноизвестната поредица гоблени „Дамата и еднорога“ съхранавани в музея „Клюни“ в Париж. Разследването ѝ я довежда и до мъжа, който смята, че е загубила завинаги.
През 2007 г. е издаден романът ѝ „Изгубената мадона“. Главната героиня Сюзън Кунгинга се връща във Флоренция след тридесет години, за да открие изгубената по време на голямото наводнение през 1966 г. картина на художника Мазолино, както и да намери бившия си любим Стефано.
В романът ѝ „Жената, която чуваше цветовете“ от 2011 г. действащо лице е Лорън О'Фарел, която работи като детектив по откриване на изчезнали безценни произведения на изкеството по време на Втората световна война. Среща с възрастната Изабела Флетчър може да доведе до истината за една ценна творба и разкриването на трайната връзка между майка и дъщеря.
Омъжена е за Джим Джоунс, бивш главен прокурор на Айдахо и съдия във Върховния съд на Айдахо. Имат син и две дъщери.
Кели Джоунс живее със семейството си в Бойзе.

## Произведения

### Самостоятелни романи
- The Seventh Unicorn (2005)
- The Lost Madonna (2007)
Изгубената мадона, изд.: ИК „Бард“, София (2007), прев. Ивайла Божанова
- The Woman Who Heard Color (2011)
Жената, която чуваше цветовете, изд. „СББ Медиа“ (2017), прев. Боряна Даракчиева
- Lost and Found in Prague (2015)

### Сборници
- Evel Knievel Jumps the Snake River Canyon (2014)